# ۱۸۴۰ (میلادی)
در این صفحه اطلاعاتی در مورد رویدادها و وقایع سال ۱۸۴۰ میلادی ارائه شده است.

## رویدادها
ویکیبیدیا

## زادروزها
- ۱۴ نوامبر - کلود مونه نقاش فرانسوی و بنیانگذار امپرسیونیسم (دریافتگری)

- ۲۳ ژانویه – ارنست کارل آبه، فیزیک‌دان و ستاره‌شناس آلمانی (د. ۱۹۰۵)
- ۵ فوریه – جان بوید دانلوپ، مخترع بریتانیایی (د. ۱۹۲۱)
- ۲۲ فوریه – آگوست ببل، سیاست‌مدار و نویسنده آلمانی (د. ۱۹۱۳)
- ۲۳ فوریه – کارل منگر، اقتصاددان اتریشی (د. ۱۹۲۱)
- ۲۲ آوریل – اودیلون ردون، نقاش فرانسوی (د. ۱۹۱۶)
- ۷ مه – پیوتر ایلیچ چایکوفسکی، آهنگ‌ساز روسی (د. ۱۸۹۳)
- ۱۶ اکتبر – کورودا کیوتاکا، سیاست‌مدار ژاپنی (د. ۱۹۰۰)
- ۱۲ نوامبر – آگوست رودن، مجسمه‌ساز فرانسوی (د. ۱۹۱۷)

## مرگها
- ۲۵ آوریل – سیمون دنی پواسون، ریاضی‌دان، ستاره‌شناس، و فیزیک‌دان فرانسوی (ز. ۱۷۸۱)
- ۷ مه – کاسپار داوید فریدریش، نقاش آلمانی (ز. ۱۷۷۴)
- ۲۷ مه – نیکولو پاگانینی، آهنگساز ایتالیایی (ز. ۱۷۸۲)
- ۷ ژوئن – فریدریش ویلهلم سوم، آهنگساز آلمانی (ز. ۱۷۷۰)